# 1159 Granada
1159 Granada là một tiểu hành tinh vành đai chính bay quanh Mặt Trời. Approximately 30 kilometers in diameter, Nó hoàn thành một chu kỳ quay quanh Mặt Trời là 4 năm. Chu kỳ tự quanh là 31 giờ. Nó được phát hiện bởi Karl Wilhelm Reinmuth ở Heidelberg, Đức ngày 2 tháng 9 năm 1929. Tên ban đầu của nó là 1929 RD.. Nó được đặt theo tên the Spanish province thuộc Granada.